# Les Afriques
Les Afriques est un hebdomadaire économique et financier africain.
En 2007, il revendique le titre du premier journal financier et économique panafricain. Il est disponible en version papier et numérique dans la plupart des pays francophones européens et africains.

## Historique
En 2007, la société Séquence Média fonde le premier hebdomadaire financier du continent africain : Les Afriques.
Le 1er numéro a été distribué le 1er juillet 2007 dans plusieurs média internationaux (presse écrite, télévision, internet) en Europe et en Afrique.
En 2010, Abderrazzak Sitail (Marocain), président du conseil d'administration devient le président administrateur délégué du groupe Les Afriques Communication & Édition.
Les Afriques a été consacré en 2010 à travers le prix Natali Lorenzo par la communauté européenne associée à World Association Publishers (18.000 publications) et Reporters Sans Frontières.
En 2012, Les Afriques lance sa version magazine, ce qui représente un tournant décisif pour le groupe venant confirmer sa stratégie de doter l'Afrique d'un grand magazine international politique, économique et financier.
En 2013, Le groupe lance Les Afriques Diplomatie, mensuel d'analyse géostratégique et géopolitique, destiné à tous les décideurs qui s’intéressent au continent africain. Ce support offre aux décideurs du monde politique, du monde des affaires et de la sphère diplomatique les clés essentielles pour mieux comprendre les enjeux liés à l'actualité africaine et les nombreuses mutations qui affectent ce continent.
Les Afriques Diplomatie s'est imposé en quelques mois comme référence majeure sur les questions internationales, bénéficiant de nombreuses contributions intellectuelles venant des grands instituts de recherche dans le monde.

## Format
Initialement en format tabloïd, le journal est passé en mars 2012 au format magazine afin d'agrandir la chaine des annonceurs et de réaliser un véritable saut qualitatif.
Aujourd'hui Les Afriques c'est :
- plus de 370 numéros édités à ce jour ;
- 34 numéros en moyenne par an ;
- 200 conférences en partenariat média ;
- tirage : 23 000 exemplaires ;
- lectorat estimé : 60 000 lecteurs[réf. nécessaire] (non pris en compte la diffusion par PDF et le site web).

## Fonctionnement
La rédaction de Les Afriques est organisée autour de trois bureaux :
- groupe Les Afriques Édition & Communication SA ;
- Les Afriques Édition & Communication Europe ;
- Les Afriques Édition & Communication Maghreb.

Elle dispose d’un réseau de correspondants et d’experts sur les places économiques et financières africaines et internationales.